# Aeroportul Internațional Formosa
Aeroportul Internațional Formosa (IATA: FMA, ICAO: SARF) este un aeroport din Provincia Formosa, Argentina ce deservește zona Formosa⁠(d). Aeroportul a fost tranzitat în decembrie 2022 de 7.721 de pasageri. A fost numit după zona deservită.
Situat la o altitudine de 59 m, aeroportul dispune de o singură pistă. Este operat de Aeropuertos Argentina⁠(d).